# Varnous
Varnous o Varnountas (en griego: Βαρνούντας, también llamada Peristeri) es una montaña en el norte de la unidad regional de Florina, en Grecia, situado entre la ciudad de Florina y el lago Prespa, y al sur de la frontera con Macedonia del Norte. Su pico más alto, llamado Gkarvani, alcanza los 2.334 m. Forma parte del mismo macizo que continúa hacia el norte en las montañas de Baba con el Monte Pelister (2.601 m) como su pico más alto.